# Borgå domkapitelshus

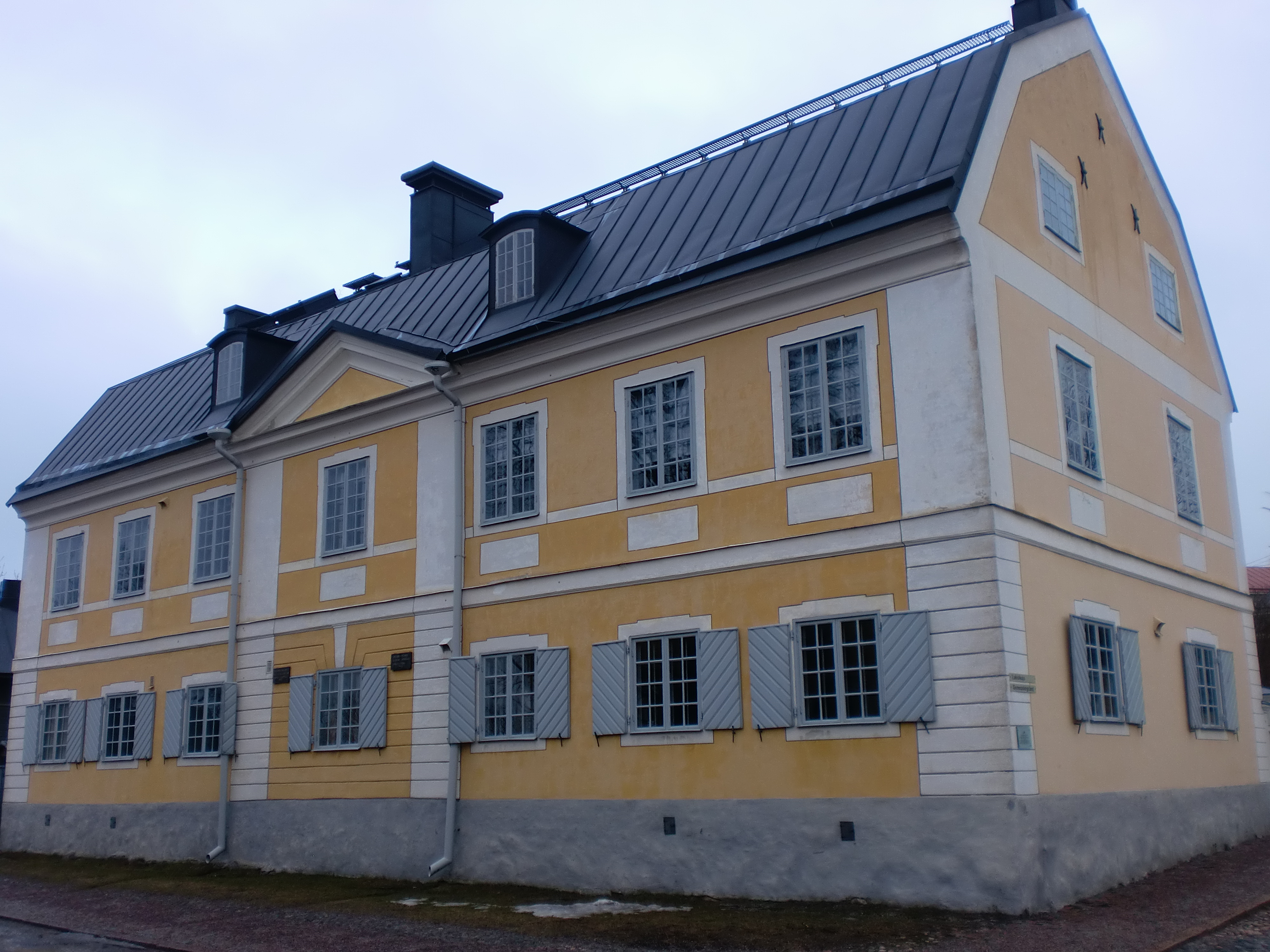
Borgå domkapitelshus.

Borgå domkapitelhus är en kulturhistoriskt viktig byggnad i Borgå i Finland. 
Domkapitelhuset byggdes mellan åren 1758 och 1759 efter ritningar av den tyskfödde murarmästaren Samuel Berner, som hade flyttat från Stockholm till Åbo 1751. Byggnaden var det första stenhuset i Borgå efter domkyrkan och ursprungligen fungerade den som gymnasiehus. Numera finns Borgå stifts domkapitel i byggnaden.